# Беллааруш, Шуайб
Шуайб Беллааруш (араб. صهيب بلعروش‎; род. 10 февраля 2008, Касабланка, Касабланка) — марокканский футболист, вратарь клуба «Футбольная академия Мухаммеда VI».

## Клубная карьера
Беллааруш — воспитанник клуба «Футбольная академия Мухаммеда VI».

## Международная карьера
В 2025 году в составе юношеской сборной Марокко Беллааруш стал победителем домашнего юношеского Кубка Африки. На турнире он сыграл в матче против сборной Уганды, Замбии, Танзании, ЮАР, Кот-д’Ивуара и Мали.

## Достижения
Международные
 Марокко (до 17)
- Победитель Кубка африканских наций (до 17 лет): 2025